# Rhadinaea forbesi
Rhadinaea forbesi là một loài rắn trong họ Rắn nước. Loài này được Smith mô tả khoa học đầu tiên năm 1942.